# 平岡香純
平岡 香純（ひらおか かすみ、1981年11月29日 - ）は、日本の映画監督、CMディレクター、ミュージック・ビデオディレクター、CMプランナー、ミュージシャン。大阪府八尾市出身。大叔父は文学博士の堀内民一。

## 経歴
奈良女子大学附属小学校・中学校・高等学校（現・奈良女子大学附属中等教育学校）を経て、同志社大学文学部美学及び芸術学専攻卒業。大学在学中より短編、長編を撮り始める。
2006年より東京コレクションのブランド『NOZOMI ISHIGURO』のドキュメンタリーを撮る。
2009年、『落書き色町』がロッテルダム国際映画祭 をはじめとする18ヶ国、40以上の映画祭に招待され、監督自身のファッションと共に注目を集める。国内では、調布映画祭グランプリ、函館イルミナシオン映画祭、小津安二郎記念蓼科高原映画祭・短編映画コンクールなどで話題を集める。
その後、映画 LIVE SHOWCASE『プリミ恥部な世界』(主演：ききはなか/江幡龍)では様々なミュージシャンをゲストに(TEI TOWA・中原昌也・あふりらんぽ・オオルタイチ・千住宗臣・トンチ・ありひるあ・maruosa・タバタミツル・ALTZ・スティーヴ エトウ・DJ YOGURT・東野祥子・カジワラトシオ・梅田哲也・テニスコーツ・DODDODO・アサダワタル・Acid Mothers Temple・rokapenis)、全国の映画館でスペクタルショーを繰り広げる。渋谷WWWでは最大規模のパフォーマンスと3D映画が話題になる。
サウンドトラックには、石橋英子・工藤冬里・かとう有花らが参加。
2010年に長女を出産。
2013年に次女を出産。
2020年、家で子供とファッションショーをする映画 『STAY HOME RUNWAY』が短編映画シリーズとして海外で注目される。

## 映画作品
- 『無敵なお年頃』（2001年）※8mm作品  監督・撮影・編集
- 『コノ瞬間、無限』（2001年）※8mm作品  監督・撮影・編集
- 『渚ようこ』（2002年）ドキュメンタリー  監督・撮影・編集
- 『NOZOMI  ISHIGURO』（2006年）ドキュメンタリー  監督・撮影・編集
- 『落書き色町』"Red-light district graffiti"（2008年）  監督・脚本・撮影・編集
- 『ケッペキ』（2008年）  監督・脚本・撮影・編集
- 『ふぁしょん』（2008年） 監督・脚本・撮影・編集
- 『プリミ恥部な世界』"THE PRIMITCHIBU WORLD"（2010年） 監督・脚本・撮影・編集
- 『ドキュメント 灰野敬二』（2012年：白尾一博監督） 撮影
- 『ハネムーン』（2013年） 監督・脚本・撮影・編集

## ミュージックビデオ
- JAPAN-狂撃-SPECIAL 「PUNKY  PUNKY  PUNKY」 （2008年）
- チャットモンチー　「春夏秋」（2010年）
- moon grin × 刄田綴色(東京事変) × イガラシ(ヒトリエ) 「OLナイトルーティン」 (2020年)
- moon grin × Nem 「サボテンの花」 (2021年)

## ファッションムービー
- 『ANREALAGE』（2005年） 2006S/S  監督・撮影・編集  ※東京タワーでのデビューコレクション
- 『NOZOMI ISHIGURO』（2005年-2014年） 監督・撮影・編集・モデル出演
- 『OUCHI RUNWAY』（2020年） 監督・編集・主演

## 映画祭
"Red-light district graffiti"
- 第38回 ロッテルダム国際映画祭Tiger Award Competition 短編映画コンクール門正式出品
- 第19回 調布映画祭グランプリ受賞
- 第7回 小津安二郎記念蓼科高原映画祭・短編映画コンクール正式出品(茅野市)
- 第14回 Twin Rivers Media Festival グランプリ受賞
- 第41回 Humboldt Film Festival
- THE ROMANO ROBERTISINI BANANA SLUG AWARD FOR SURREALISM受賞
- 第14回 Bradford International Film Festival（UK） 正式出品
- 第13回 OURENSE INTERNATIONAL FILM FESTIVAL（スペイン） 正式出品
- 第12回 函館イルミナシオン映画祭 招待作品
- 第13回 Split Film Festival （クロアチア）正式出品
- 第13回 PORTOBELLO FILM FESTIVAL（UK）正式出品
- 第12回 Toronto Reel Asian  International Film Festival（カナダ）正式出品
- 第7回 International Film Festival of Fine Arts（ハンガリー）正式出品
- 第6回 Festival International del Cine Pobre（キューバ）正式出品
- 第6回 CinemadaMare Film festival（イタリア）正式出品
- 第5回 EXiS (Experimental Film and Video Festival in Seoul)（韓国）正式出品
- 第2回 Kratkofil International Short Film Festival （ボスニア・ヘルツェゴヴィナ）正式出品
- 第1回 International Festival of Films on Tribal Art & Culture（インド）正式出品
- New Beijing International Movie Festival(中外青年申影交流周)（中国）正式出品
- CINEMA CITY（セルビア）正式出品
- Rodos International Film and Visual Arts festival  ECOFILMS（ギリシャ）正式出品
- Canadian Film Centre’s Worldwide Short Film Festival（カナダ）正式出品
- Strasbourg International Film Festival（フランス）正式出品
- The First and the Last Experimental International Film Festival（オーストラリア）正式出品

"THE PRIMITCHIBU WORLD-ALL FILM VERSION-" 
- Trans-Cool TOKYO Contemporary Japanese Art from MOT Collection（シンガポール美術館）
- Kibatsu Cinema（カナダ）The Cinematheque